# Замок Сан-Ферран
Замок Сан-Ферран или Сан-Фернандо (кат. Castell de Sant Ferran; исп. Castillo de San Fernando) расположен на холме в Фигерасе, Каталония, в конце улицы Пухада дель Кастель (Pujada del Castell). Это большая военная крепость, построенная в восемнадцатом веке под руководством нескольких военных инженеров, в том числе Петера Мартина Серменьо и Хуана Мартина Серменьо. Это самый большой замок в Каталонии.

## История
После достижения Пиренейского мира форт Бельгард в Ле-Пертю перешёл в руки французов. Чтобы возместить его потерю и предотвратить возможные будущие вторжения, было решено построить крепость на холме в Фигерасе. Первый камень был заложен 13 декабря 1753 года. Название Сан-Фернандо было дано в честь короля Испании Фердинанда VI.
1 февраля 1939 года Хуан Негрин, последний премьер-министр Второй испанской республики, созвал в замке заключительную встречу на испанской земле республиканских испанских кортесов. Через неделю крепость была завоёвана войсками Франсиско Франко.

## Архитектура
Замок занимает площадь 320 тыс. м², имеет периметр 3120 м, а цистерны, расположенные под внутренним двором, вмещают до 10 миллионов литров воды. Во времена своего расцвета гарнизон замка мог составлять до 6 тыс. военнослужащих.
После того, как в июле 1997 года его перестали использовать в качестве тюрьмы, он был открыт для публики; по нему проводятся экскурсии. Они подчёркивают сложные методы строительства, свойственные военному искусству того времени.

## Расположение
Замок расположен на северо-западе города, чуть более чем в полукилометре от станции Фигерас-Вилафант (по тропинке).